# Aulnoy-sur-Aube
Aulnoy-sur-Aube est une commune française située dans le département de la Haute-Marne, en région Grand Est, dans l'ancienne région Champagne-Ardenne.

## Géographie
Aulnoy-sur-Aube est une commune rurale située au sud-ouest du département de la Haute-Marne, dans la vallée creusée par l'Aube.
Le village se situe dans le Parc National des Forêts à 41 km de la préfecture, Chaumont.

### Localisation
Aulnoy-sur-Aube se situe à 33 km à l'ouest de Langres, le chef-lieu d'arrondissement, et à 41 km de Chaumont.
| Arbot           |                 | Saint-Loup-sur-Aujon |
|                 | Aulnoy-sur-Aube | Bay-sur-Aube         |
| Colmier-le-Haut | Germaines       |                      |

Communes les plus proches à vol d'oiseau:
- Arbot à 2,5 km
- Bay-sur-Aube à 2,7 km
- Rouvres-sur-Aube à 3 km
- Vitry-en-Montagne à 4,2 km

### Géologie et Relief
Le relief autour d'Aulnoy est caractéristique de cette région de la Haute-Marne et est caractérisé par des collines boisées en leur sommet et une multitude de combes et des vals.
L'Aube creuse une vallée en contremont de laquelle s'est installé le village d'Aulnoy.

### Hydrographie
La commune est dans la région hydrographique « la Seine de sa source au confluent de l'Oise (exclu) » au sein du bassin Seine-Normandie. Elle est drainée par l'Aube, la Germainelle et divers autres petits cours d'eau,.
L'Aube coule au nord de la commune. D'une longueur de 249 km, elle prend sa source dans la commune d'Auberive et se jette  dans la Seine à Marcilly-sur-Seine, après avoir traversé 82 communes.
La Germainelle coule à l’extrémité est, d'une longueur de 11 km, prend sa source dans la commune de Vivey et se jette  dans l'Aube sur la commune, après avoir traversé cinq communes.

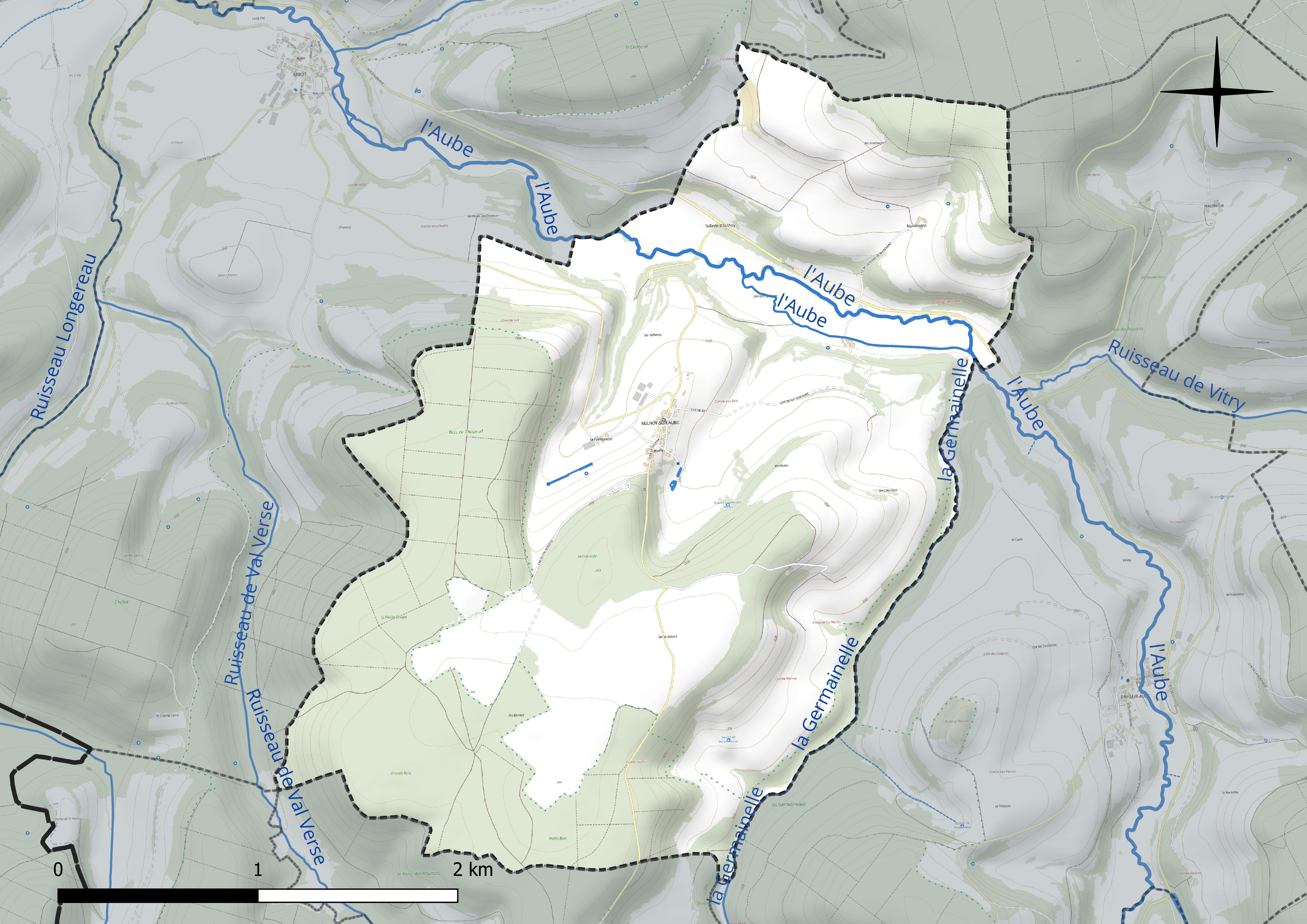
Réseau hydrographique d'Aulnoy-sur-Aube.

### Climat
Pour des articles plus généraux, voir Climat du Grand Est et Climat de la Haute-Marne.
En 2010, le climat de la commune est de type climat des marges montargnardes, selon une étude du Centre national de la recherche scientifique s'appuyant sur une série de données couvrant la période 1971-2000. En 2020, Météo-France publie une typologie des climats de la France métropolitaine dans laquelle la commune est exposée à un climat océanique altéré et est dans la région climatique Lorraine, plateau de Langres, Morvan, caractérisée par un hiver rude (1,5 °C), des vents modérés et des brouillards fréquents en automne et hiver.
Pour la période 1971-2000, la température annuelle moyenne est de 9,9 °C, avec une amplitude thermique annuelle de 16,6 °C. Le cumul annuel moyen de précipitations est de 948 mm, avec 13 jours de précipitations en janvier et 8,9 jours en juillet. Pour la période 1991-2020, la température moyenne annuelle observée sur la station météorologique de Météo-France la plus proche, « Auberive_sapc », sur la commune d'Auberive à 5 km à vol d'oiseau, est de 9,7 °C et le cumul annuel moyen de précipitations est de 943,1 mm. 
La température maximale relevée sur cette station est de 39,3 °C, atteinte le 25 juillet 2019 ; la température minimale est de −22,6 °C, atteinte le 20 décembre 2009,,.
Les paramètres climatiques de la commune ont été estimés pour le milieu du siècle (2041-2070) selon différents scénarios d'émission de gaz à effet de serre à partir des nouvelles projections climatiques de référence DRIAS-2020. Ils sont consultables sur un site dédié publié par Météo-France en novembre 2022.

## Toponymie
Le nom de la localité est attesté sous les formes Aunoy (1196) ; Alnoy (1218) ; Alnetum (1220) ; Agnetum, Annetum (1229) ; Agnoy (1240) ; Aunetum (1248) ; Aunoi (1250) ; Augnetum, Augnotum (1334) ; Augnoy (1464) ; Aulnoy (1522) ; Aunois (1769) ; Le village est finalement mentionné Aulnoy en 1793, puis Aulnoy-sur-Aube en 1924.

Ce toponyme signifie « bois d'aunes ». Il rappelle l'existence en ces lieux d'aulnais, où, ce qui est aussi une possibilité, de l'utilisation importante de l'aulne pour usages domestiques ou artisanaux. L’aulne, l’arbre, utilisé autrefois pour la fabrication des tonneaux avant l’apparition du châtaignier dans la région.
L’Aube est une rivière, l'un des quatre plus gros affluents de la Seine.

## Histoire
En 1789, l'église Saint-Nicolas d'Aulnoy faisait partie de la doyenné de Châtillon, du diocèse de Langres et était annexe de l'église d'Arbot.
Un château existait à Aulnoy. Il en est fait mention dans un acte daté de 1393  mais il n'était alors plus habité par la famille des seigneurs primitifs (celle-ci étant éteinte), mais par des fermiers.. Des restes de constructions étaient visibles dans le bois dit du Châtel.
Il aurait existé une abbaye (« moutier ») à l'est du village (de laquelle subsistait des vestiges aux XIXe siècle). En labourant les champs alentour, on y aurait trouvé des sépultures de pierre dans lesquelles on aurait trouvé des squelettes et des vases de terre cuite. On peut ainsi certifier de l'existence d'une chapelle, encore au XIVe siècle, qui appartenait à Auberive

## Urbanisme

### Typologie
Au 1er janvier 2024, Aulnoy-sur-Aube est catégorisée commune rurale à habitat très dispersé, selon la nouvelle grille communale de densité à sept niveaux définie par l'Insee en 2022. Elle est située hors unité urbaine et hors attraction des villes,.

### Occupation des sols

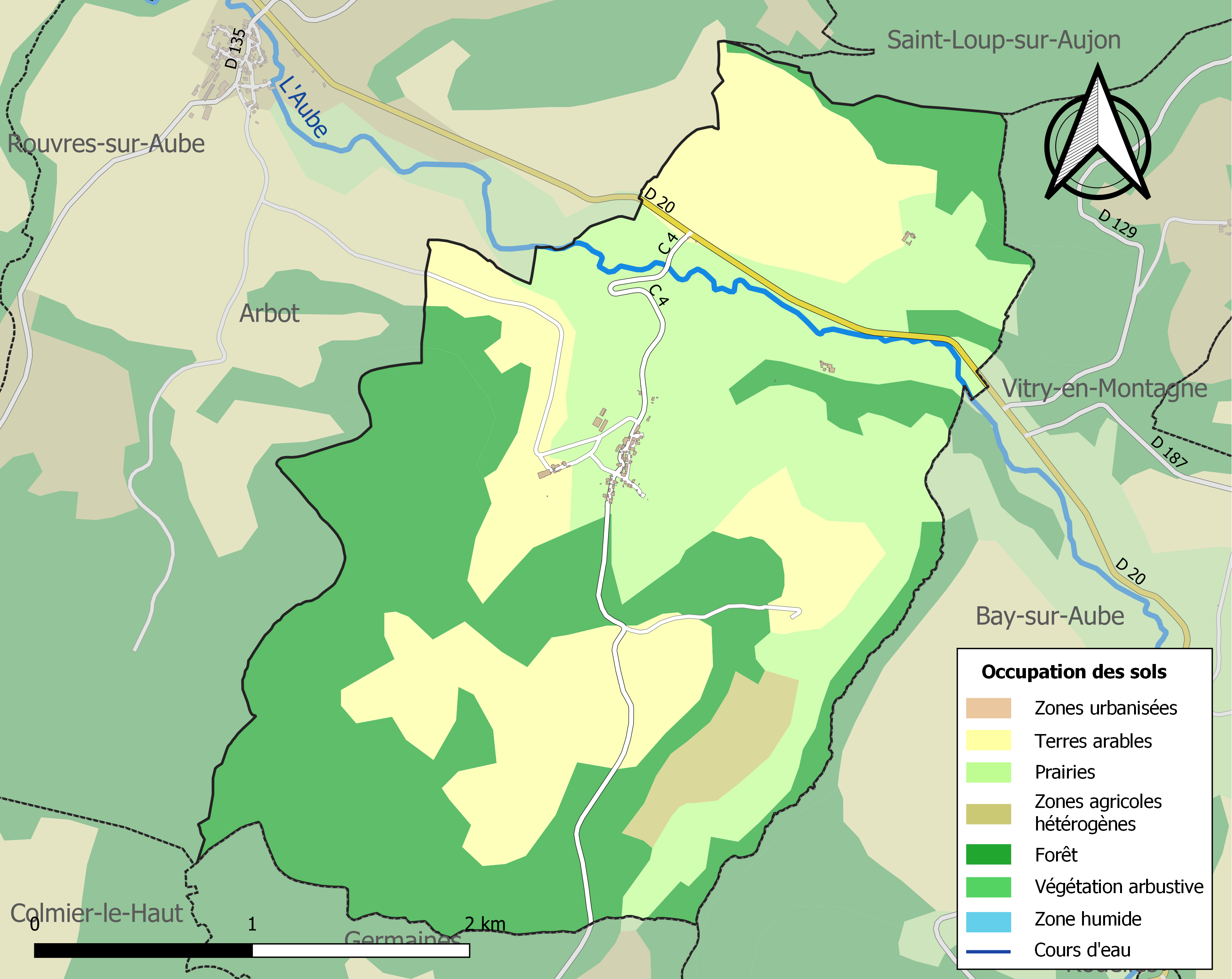
Carte des infrastructures et de l'occupation des sols de la commune en 2018 (CLC).

L'occupation des sols de la commune, telle qu'elle ressort de la base de données européenne d’occupation biophysique des sols Corine Land Cover (CLC), est marquée par l'importance des territoires agricoles (59,4 % en 2018), une proportion identique à celle de 1990 (59,4 %). La répartition détaillée en 2018 est la suivante : 
forêts (40,6 %), prairies (29,3 %), terres arables (27,4 %), zones agricoles hétérogènes (2,7 %).
L'IGN met par ailleurs à disposition un outil en ligne permettant de comparer l’évolution dans le temps de l’occupation des sols de la commune (ou de territoires à des échelles différentes). Plusieurs époques sont accessibles sous forme de cartes ou photos aériennes : la carte de Cassini (XVIIIe siècle), la carte d'état-major (1820-1866) et la période actuelle (1950 à aujourd'hui).

### Logement
Sur les 35 logements que comptaient le village en 2019, 5 étaient vacants et 7 étaient des résidences secondaires et logements occasionnels. 21,7% des aulnoyens ont emménagés dans le village il y a plus de 30 ans contre seulement 4,3% il y a moins de deux ans.

### Lieux-dits, hameaux et écarts
Les fermes de Nuisement et de Fontenelle (déjà mentionnées dans un ouvrage datant de 1858) se situent respectivement au nord et à l'ouest du territoire du village. On trouve aussi le Moulin d'Aulnoy, situé au nord du village sur divers bras de l'Aube.
On peut aussi noter le lieu-dit de la Tuilerie, au nord-ouest du village, qui donne son nom à une rue.

### Voie de communication et transport
La commune est traversée au nord de son territoire par la route départementale n°20 (D20) qui monte au nord vers Veuxhaulles-sur-Aube (Aube) et qui descend à l'inverse vers Auberive. Il est aussi traversée par la Route départementale n°187 qui permet de se rendre vers Germaines au sud ou à Arbot vers l'ouest.

## Politique et administration

### Liste des maires
| Période                                  | Période  | Identité     | Étiquette | Qualité  |
| ---------------------------------------- | -------- | ------------ | --------- | -------- |
| Les données manquantes sont à compléter. |          |              |           |          |
| mars 2001                                | En cours | Bernard Odin | DVD       | Retraité |

### Elections
Voici les résultats de l'élection présidentielle de 2022:
| Candidat                    | % des voix | Voix |
| --------------------------- | ---------- | ---- |
| Emmanuel Macron (LREM)      | 18,75%     | 6    |
| Marine Le Pen (RN)          | 28,13%     | 9    |
| Jean-Luc Mélenchon (LFI)    | 15,63%     | 5    |
| Valérie Pécresse (LR)       | 9,38%      | 3    |
| Éric Zemmour (REC)          | 0%         | 0    |
| Yannick Jadot (EELV)        | 3,13%      | 1    |
| Jean Lassalle (RES)         | 9,38%      | 3    |
| Philippe Poutou (NPA)       | 3,13%      | 1    |
| Nathalie Arthaud (LO)       | 0%         | 0    |
| Anne Hidalgo (PS)           | 0%         | 0    |
| Fabien Roussel (PCF)        | 3,13%      | 1    |
| Nicolas Dupont-Aignan (DLF) | 9,38%      | 3    |

| Candidat               | % des voix | Voix |
| ---------------------- | ---------- | ---- |
| Emmanuel Macron (LREM) | 50%        | 14   |
| Marine Le Pen (RN)     | 50%        | 14   |

## Population et société

### Démographie
L'évolution du nombre d'habitants est connue à travers les recensements de la population effectués dans la commune depuis 1793. Pour les communes de moins de 10 000 habitants, une enquête de recensement portant sur toute la population est réalisée tous les cinq ans, les populations de référence des années intermédiaires étant quant à elles estimées par interpolation ou extrapolation. Pour la commune, le premier recensement exhaustif entrant dans le cadre du nouveau dispositif a été réalisé en 2004.

En 2022, la commune comptait 58 habitants, en évolution de +16 % par rapport à 2016 (Haute-Marne : −4,62 %, France hors Mayotte : +2,11 %).
| 1793 | 1800 | 1806 | 1821 | 1831 | 1836 | 1841 | 1846 | 1851 |
| ---- | ---- | ---- | ---- | ---- | ---- | ---- | ---- | ---- |
| 210  | 226  | 220  | 217  | 193  | 189  | 188  | 181  | 185  |

| 1856 | 1861 | 1866 | 1872 | 1876 | 1881 | 1886 | 1891 | 1896 |
| ---- | ---- | ---- | ---- | ---- | ---- | ---- | ---- | ---- |
| 158  | 147  | 140  | 137  | 121  | 126  | 116  | 117  | 114  |

| 1901 | 1906 | 1911 | 1921 | 1926 | 1931 | 1936 | 1946 | 1954 |
| ---- | ---- | ---- | ---- | ---- | ---- | ---- | ---- | ---- |
| 110  | 94   | 94   | 93   | 79   | 66   | 67   | 74   | 81   |

| 1962 | 1968 | 1975 | 1982 | 1990 | 1999 | 2004 | 2006 | 2009 |
| ---- | ---- | ---- | ---- | ---- | ---- | ---- | ---- | ---- |
| 62   | 40   | 47   | 57   | 49   | 47   | 58   | 65   | 56   |

| 2014 | 2019 | 2022 | - | - | - | - | - | - |
| ---- | ---- | ---- | - | - | - | - | - | - |
| 51   | 54   | 58   | - | - | - | - | - | - |

### Économie
L'économie du village se base principalement sur l'agriculture.

## Culture locale et patrimoine

### Lieux et monuments
- L'église paroissiale Saint-Nicolas[28],[29].

## Photos du village

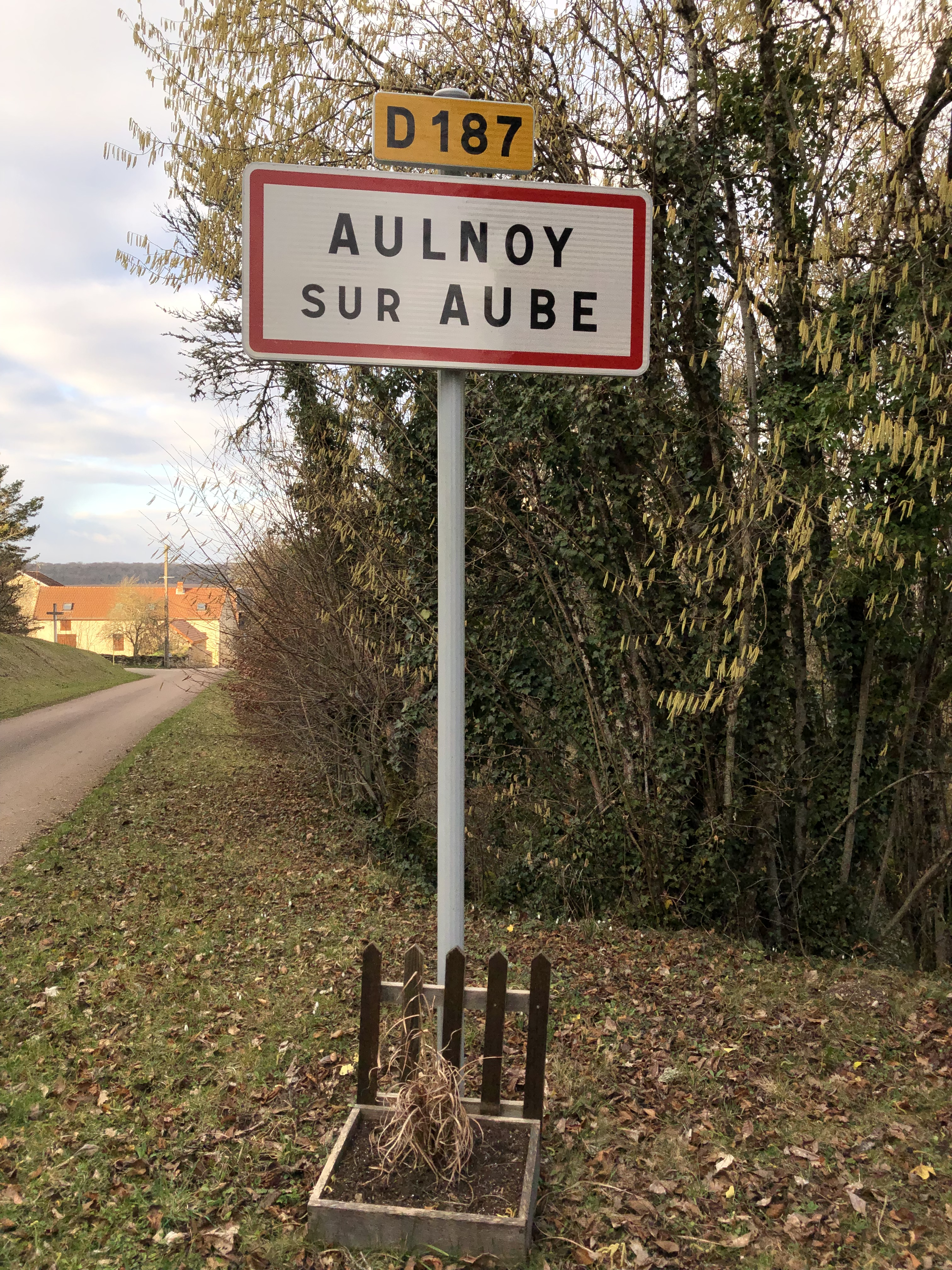
Panneau d'entrée dans Aulnoy-sur-Aube
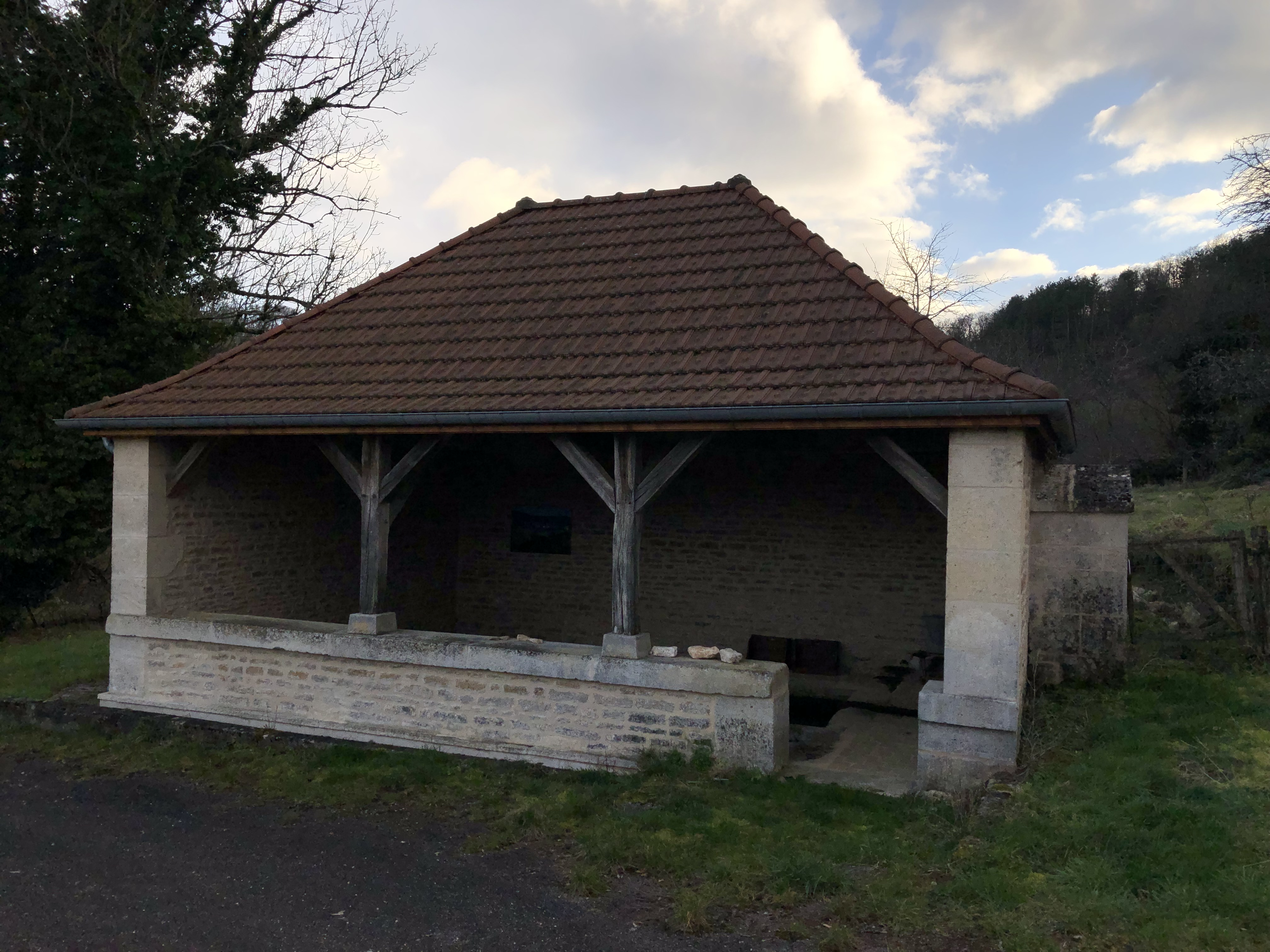
Le lavoir
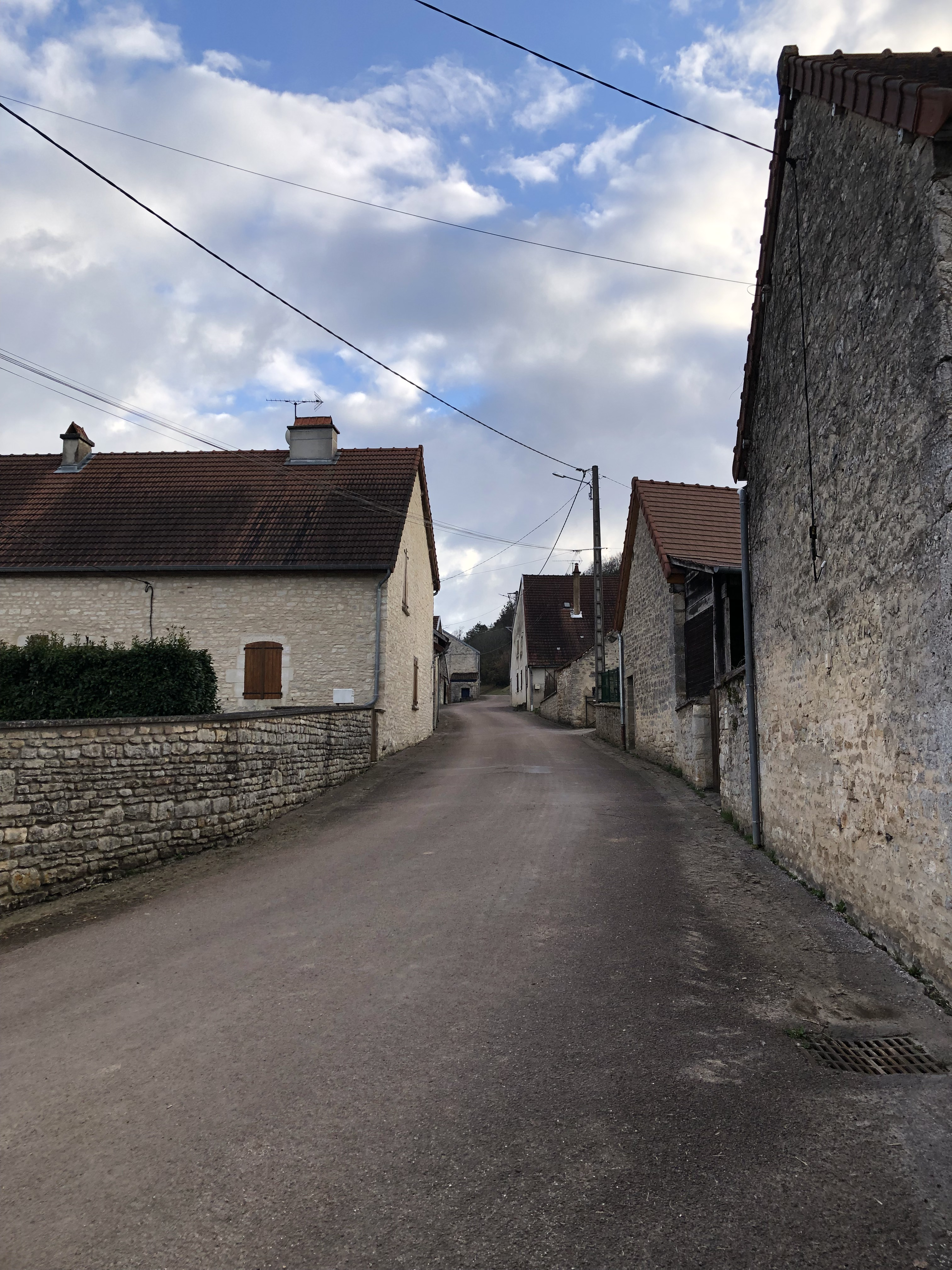
Route de la Tuilerie en direction de Germaines
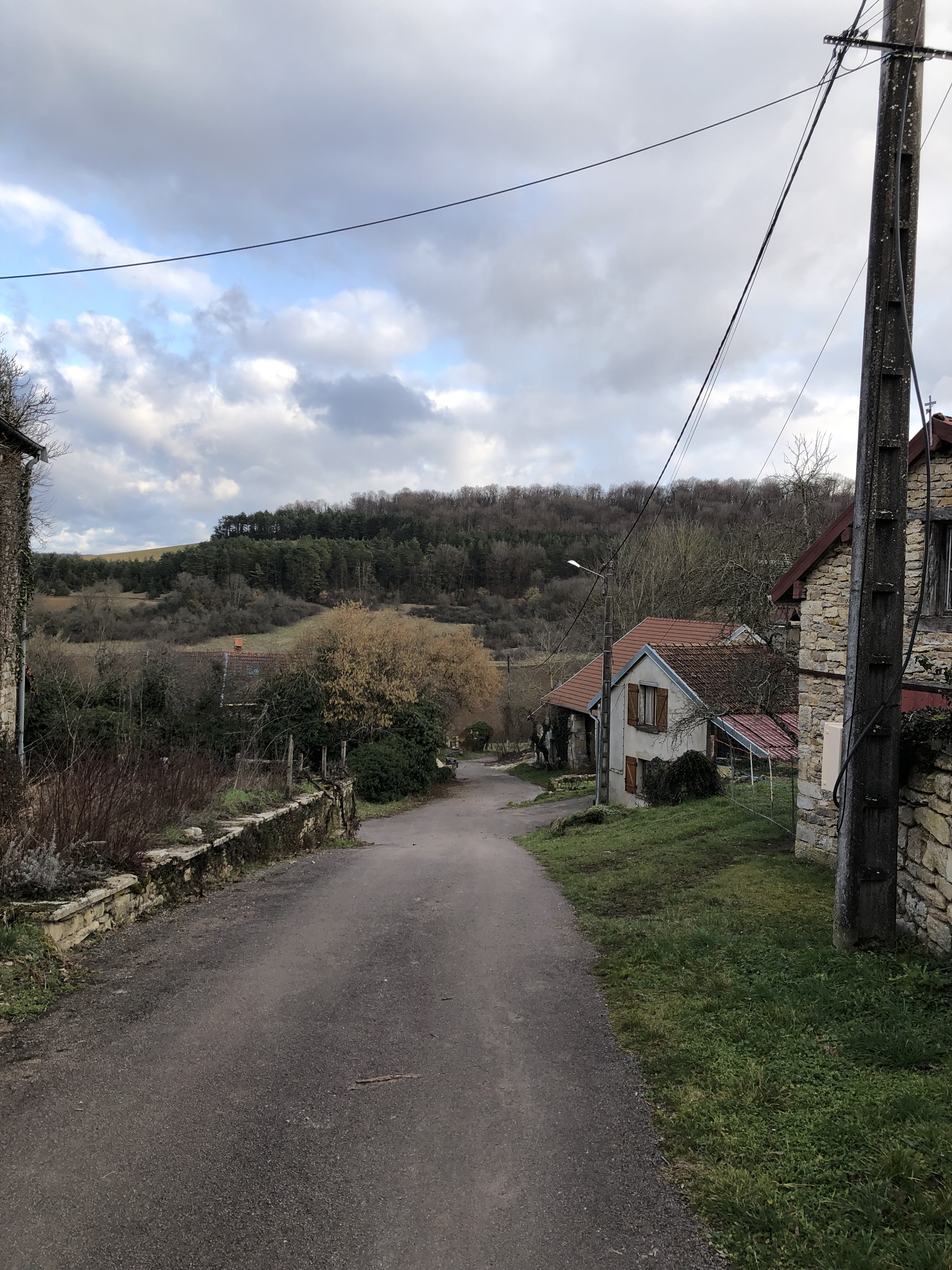
Rue des Fontaines
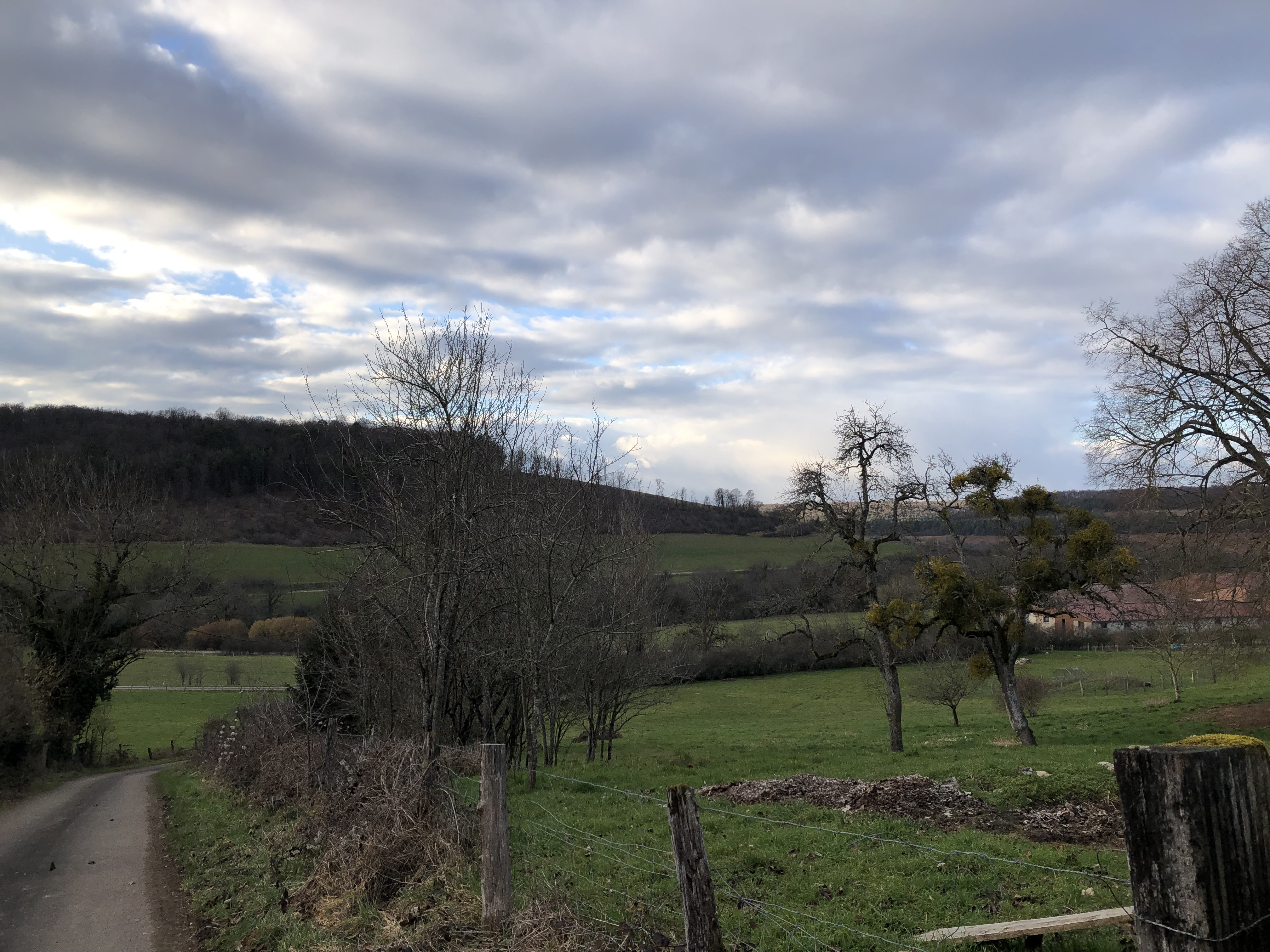
Paysage autour d'Aulnoy (Fontenelle)
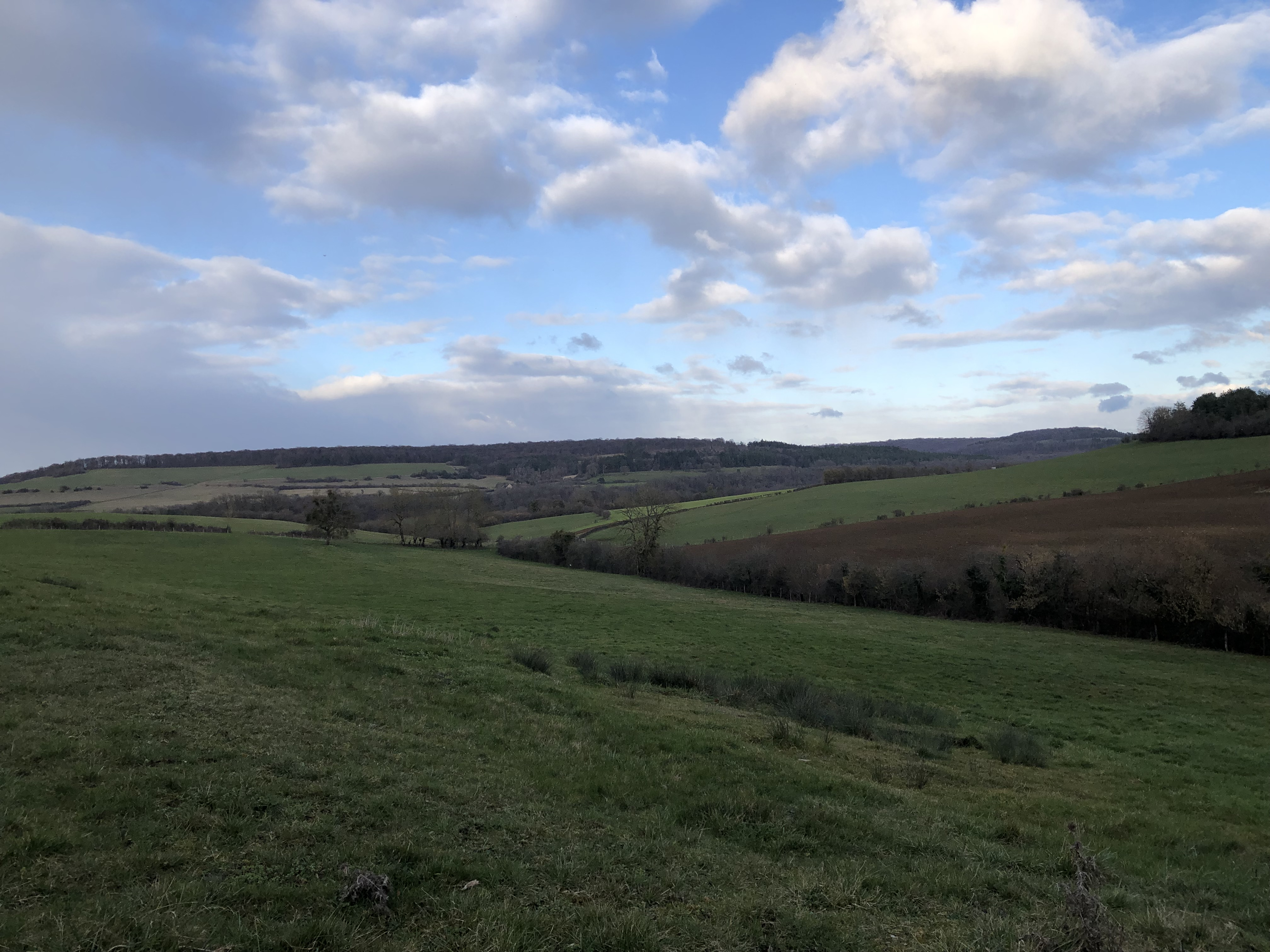
La Combe aux Rats à l'est du village